# بيتشكرافت بونانزا
بيتشكرافت بونانزا (بالإنجليزية: Beechcraft Bonanza)‏ هي طائرة استخدامات عامة أنتجت وأدخلت في الخدمة عام 1947 فيالولايات المتحدة. من صناعة بيتشكرافت في ويتشيتا بولاية كنساس. كان أول طيران لها في 22 ديسمبر 1945. ومازالت في الخدمة حتى الآن. وسعر الطائرة الواحدة منها هو ≈700,000 (2006) دولار. ولا يزال يتم إنتاجها من قبل بيتش كرافت، وأستمرت الطائرة في الإنتاج لفترة أطول من أي طائرة أخرى في التاريخ. وقد تم بناء أكثر من 17,000 تشمل جميع الإصدارات والمتغيرات.

## معرض صور

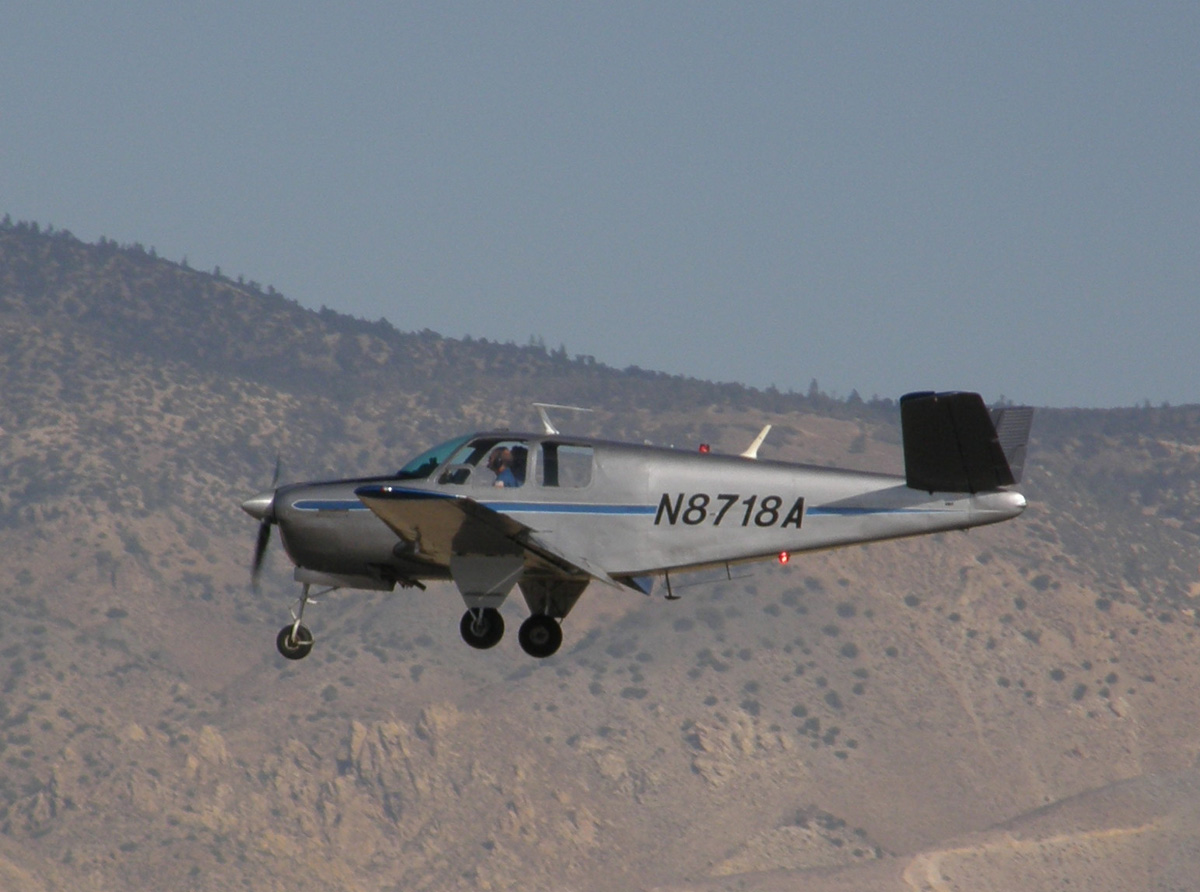
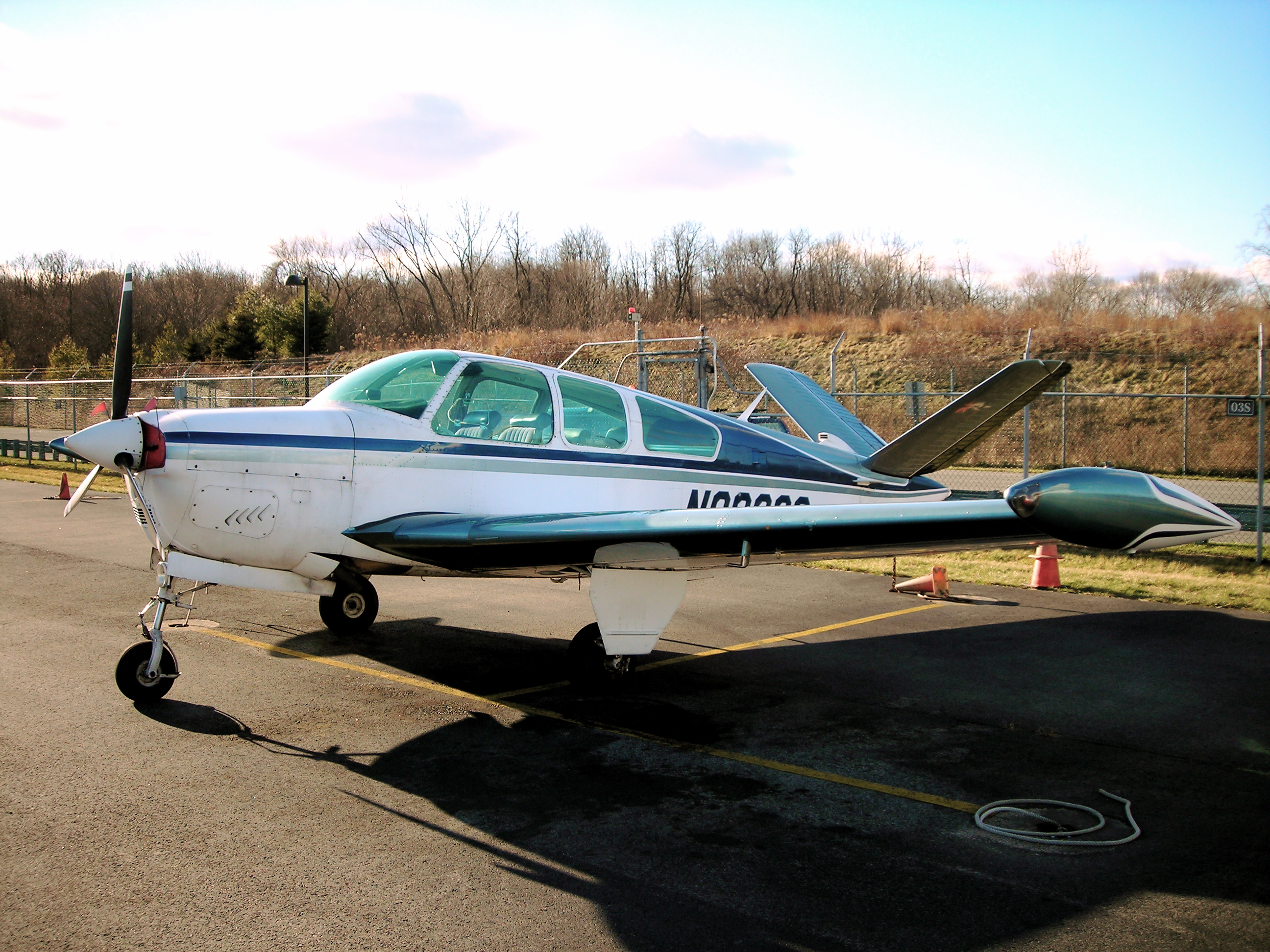
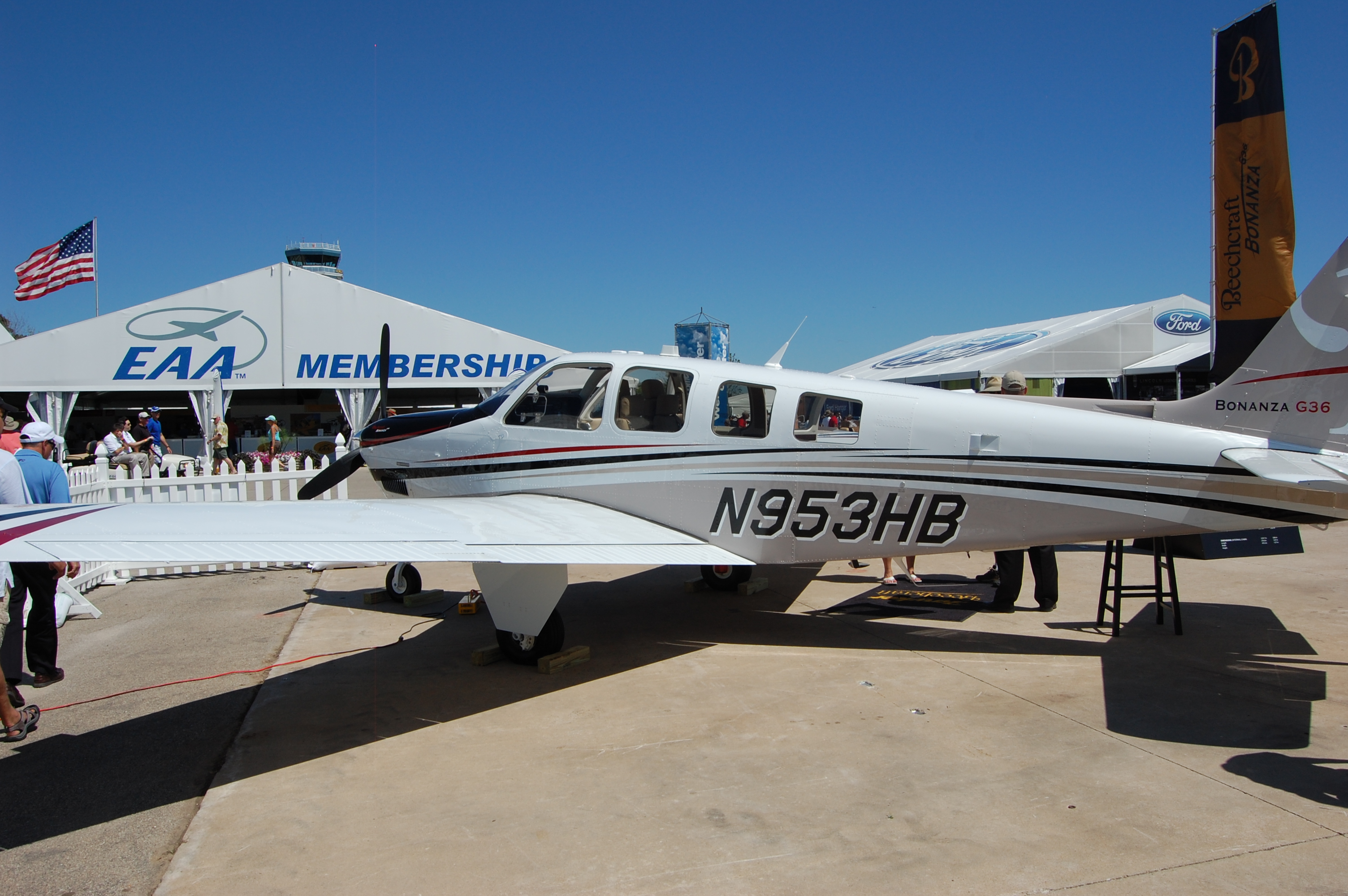
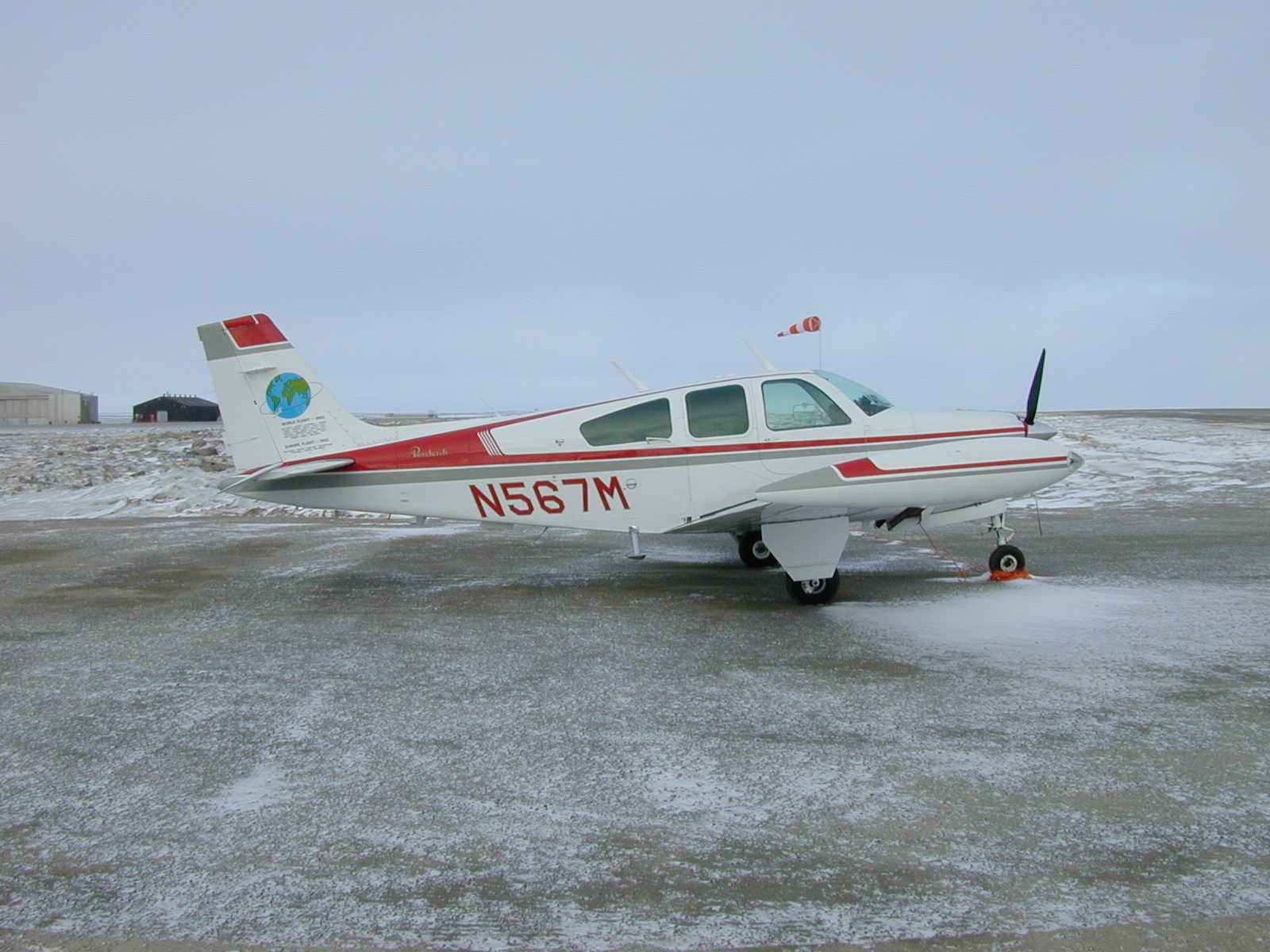
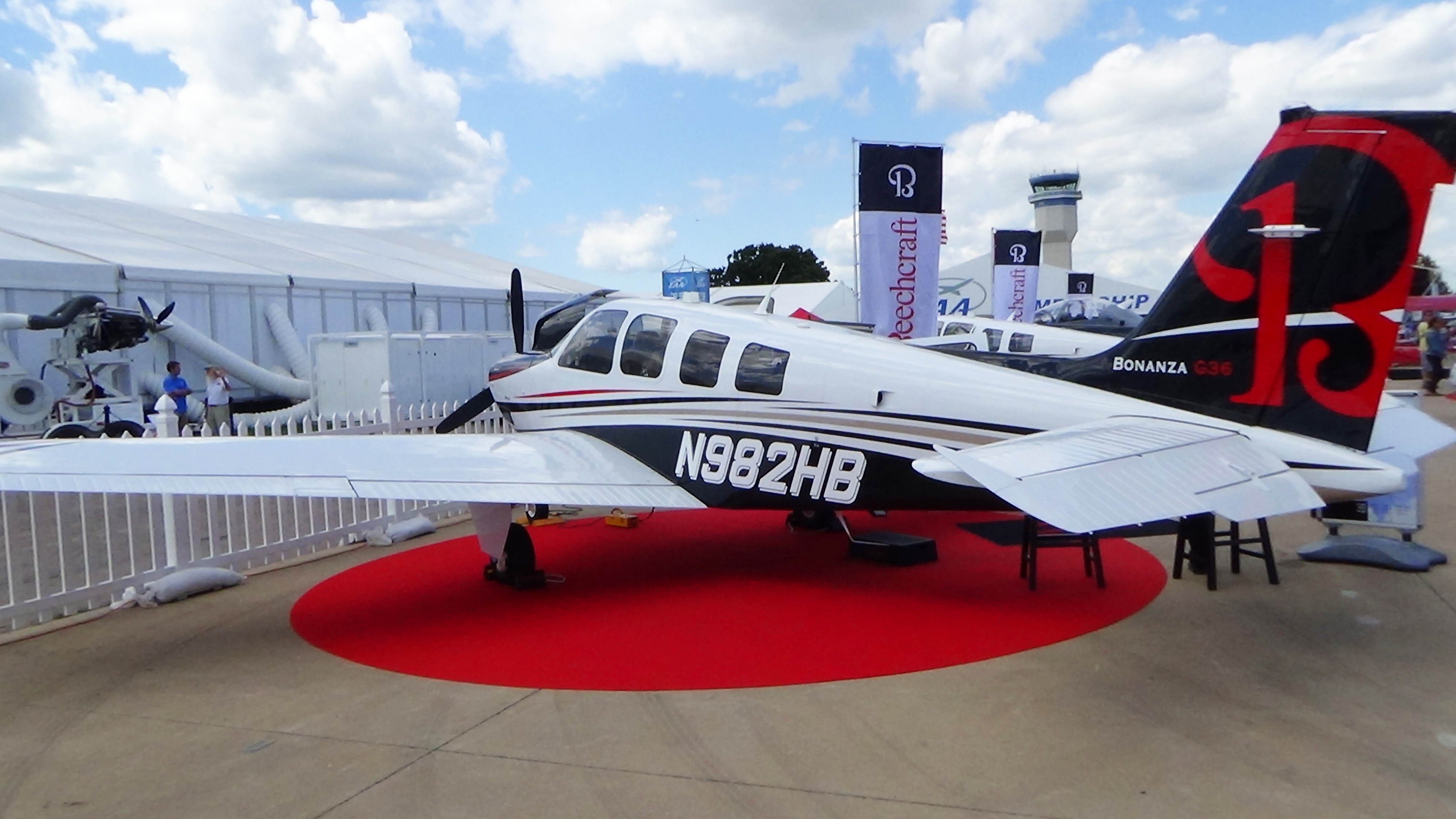